# Юнда (село)
Ю́нда (рос. Юнда) — село в Балезінському районі Удмуртії, Росія.
Село утворилось об'єднання двох сіл — Мала Юнда та Велика Юнда.

## Населення
Населення — 463 особи (2010; 489 в 2002).
Національний склад станом на 2002 рік:
- удмурти — 43 %
- бесерм'яни — 39 %